# Supreme.ja
Supreme.ja (* 22. März 1973 in München, eigentlich Gotthard Ortner) ist ein Musiker der elektronischen Musik und der Düsseldorfer Schule.

## Leben
Gutthard Ortner begann bereits in frühen Jahren sich für elektronische Musik zu interessieren. Insbesondere Luke Skyywalker (Luther Campbell) von der 2 Live Crew war zu Beginn ein großer Einfluss. Ortner begann 1988 mit einer Korg Drummachine, zwei Plattenspielern und einer Yamaha DX-7 seine eigene Musik zu produzieren. 1991 eröffnete er sein Heimstudio und begann Electronic Bass zu produzieren.
Ursprünglich wurde Supreme.ja 1996 von ihm und Mark Deininger (Kosmothority/Kosmo Musik) in München gegründet. Auf Grund der offenen Strukturen werden oft Gastmusiker (zum Beispiel ED DMX, Lou Bega, Charles Ladmiral usw.) zu diversen Projekten eingeladen, um die verschiedenen Auffassungen der allgemeinen Musik zu vereinen. Nach dem Ausscheiden von Deininger nutzte Ortner das Pseudonym alleine. Weitere Namen, die er für seine zahlreichen Projekte verwendete waren und sind Drop Man (Techno), Hydrotoxic (Bass Music), Planet 808 (Freestyle), DCT97 (Miami Bass) und Control (Techno/Trance).

## Diskografie (Auswahl)
Alben
- 1994: Ultibass Trax (Cool F/X Records)
- 1998: Bass 104 (als DCT97, Immediate Entertainment Group)
- 2002: Electronic Lifestyle (Cool F/X Records)
- 2003: Electronic Lifestyle II (Cool F/X Records)
- 2009: Subsonic Device Crew (mit Darxid, Subsonic Device)
- 2009: Digimachine (MP3-Album, Subsonic Device)
- 2014: DM13 Album (MP3-Album, Supremeja Music)

EPs
- 1996: Electro Bass E.P. (als Drop Man, Frankfurt Beat Productions)
- 2009: Terminal City EP (MP3-EP, Future Beats Inc.)
- 2009: Nu Bass (MP3-EP mit Jog-Dial, Future Beats Inc.)
- 2011: Crazy EP (MP3-EP, Devine Disorder Records)
- 2014: Basstronic (MP3-EP, Supremeja Music)
- 2014: DM13 EP (MP3-EP, Supremeja Music)
- 2014: Electribe (MP3-EP, Supremeja Music)

Singles
- 1997: To the Rhythm (12’’, Subfunktion)
- 1997: The Jive (12’’, Kosmothority)
- 2001: Sinus Space (12’’, Sbass Records)
- 2001: Electronic Music (12’’, Cool F/X Records)
- 2001: Don’t Stop the Rock (12’’, Cool F/X Records)
- 2002: Just Dance (12’’, Fine Electronics Group)
- 2002: Supreme (12’’, Cool F/X Records)
- 2003: Attention (12’’, Cool F/X Records)
- 2003: Sensorsscapes (12’’, Cool F/X Records)
- 2006: The Darkside (12’’, Exceleration Records)
- 2006: Never Come to Fall (MCD, Destune Records)
- 2007: Sonar (Split-12’’ mit Soundchasers, Dadeabass Recordings)
- 2008: Bass Wars (MP3-Single, Future Beats Inc.)
- 2009: Nu Bass (MP3-Single mit Jog-Dial, Future Beats Inc.)
- 2010: Digimachine (12’’, Subsonic Device)

Samplerbeiträge
- 1995: Blue Matrix (als Hydrotoxic) auf Ravermeister Vol. II (Sub Terranean)
- 1996: Drop Zone (als Drop Man) auf  Energy Rave Vol. 6 - The Progressive Sound from the Underground (Frankfurt Beat Productions)
- 1997: Basstronic (als Drop Man) auf Red Box – Club Hits (Frankfurt Beat Productions)
- 2004: Dreamless auf Global Surveyor Phase 2 (Dominance Electricity)
- 2004: My Love von DJ Electrocute auf  100% Freestyle Volume 6 (Miami Bass Records)
- 2006: Terminalcity auf Electro Endeavors Vol. 2 (2x12’’, Bass Frequency Recordings)
- 2007: Letters Rebirth auf United Bass Nations EP (CD, Back II Boom)
- 2008: Battle Droid auf Octagon of Opposite (MP3-Sampler, Debonaire Records)
- 2009: Bass Wars (Original Version) auf Global Surveyor Phase 3 (Dominance Electricity)
- 2009: Vampires auf European Electro Bass Development (Phase I) (MP3-Sampler/3x12’’, Subsonic Device)
- 2015: Letters (2007 Edit) auf Urban Connections - The Compilation (MP3-Sampler, Amper Clap Prod.)

Remixe
- 2000: Das Klangwerk von Techmaster Swiff
- 2000: Last Revolution von Jog-Dial
- 2002: Tieftonmelodie 3 von Techmaster Swiff
- 2003: Boom Synthetics von 808 Trance
- 2003: 4 to the Boom von 808 Trance
- 2003: Elements of Bass Remixes von Techmaster Swiff
- 2004: This Is CFX von Techmaster Swiff
- 2007: Take it to the Max von Tricky D
- 2007: Face Your fate von Cal Alex
- 2008: Ein ganz normaler Atze von Frauenarzt und Manny Marc
- 2008: Feel It von Dust
- 2009: Electro City Lights von Michael Minjares
- 2009: Floorkilla von Justin Scott
- 2009: Upgrades von Darxid
- 2009: Dangerous von J-Double
- 2009: The Return of the BASS Operator von Darxid
- 2009: The Time Is Now von Morphogenetic
- 2010: Bits & Bytes von Darxid
- 2010: Deep Within Shadows von Darkness
- 2011: Techno Bass von Hitachi II
- 2013: Target Destroyed von Somatic
- 2014: Rubber Chicks von Darkxid
- 2014: 808 Bass von Somatic
- 2014: Therapy von Blue Blocker Rockers
- 2014: Wo bist du? von Sady K
- 2015: Stimme der Energie von Prototype
- 2015: This Bass Is Bionic von E.F.K. Force
- 2016: Zephyr von vaimler